# Pavel Pavlovič Korf
Il barone Pavel Pavlovič Korf, (in russo: Павел Павлович Корф) (Velikij Novgorod, 5 maggio 1845 – Francoforte sul Meno, 9 agosto 1935), è stato un nobile russo.

## Biografia
Era il figlio di Pavel Ivanovič Korf, e sua moglie, Anna Iosifovna.
Studiò all'Università di San Pietroburgo e a Berlino, dove ha ricevuto un dottorato in diritto.
Nel 1866 lavorò presso l'Ufficio del Comitato Costituzionale nel Regno di Polonia. Nel 1872 entrò nel Ministero degli Interni e nel 1873 ricoprì incarichi speciali presso il Ministero del Demanio. Dal 1877 ricoprì la carica di maestro di cerimonie.